# براکیلوفوسور
براکیلوفوسور (نام علمی: Brachylophosaurus canadensis) نام یک گونه از تیره هادروسارید است.